# 茨城県道125号中里坂東線

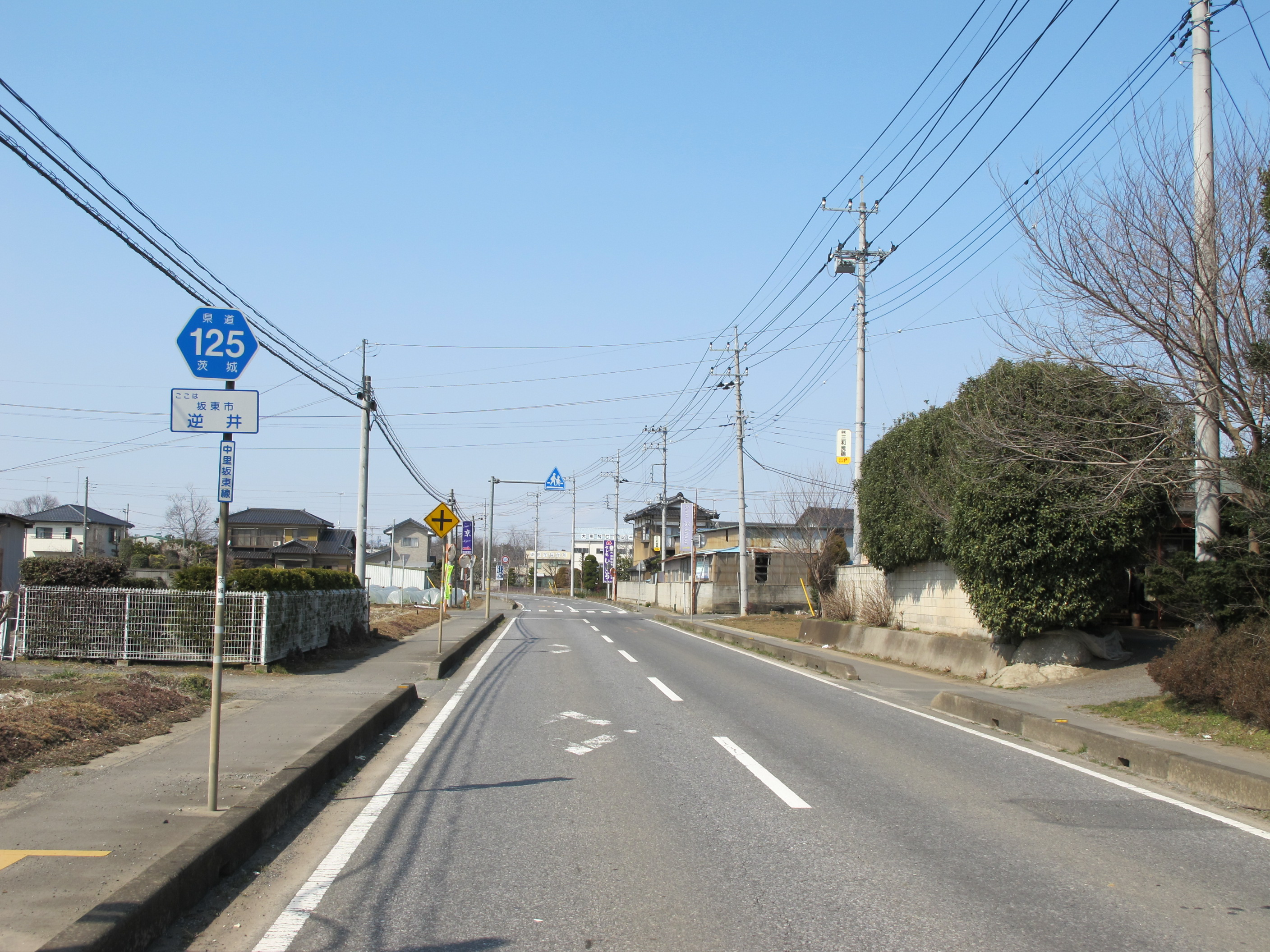
茨城県道125号中里坂東線
坂東市逆井（2014年3月）

茨城県道125号中里坂東線（いばらきけんどう125ごう なかざとばんどうせん）は、茨城県古河市東山田字中里から坂東市に至る一般県道である。

## 概要
古河市東山田字中里の東山田交差点を起点に県道つくば古河線より分岐して南下し、坂東市岩井まで南北に結ぶ延長約15kmの一般県道である。

### 路線データ
- 起点：茨城県古河市東山田（茨城県道56号つくば古河線交点）[1]
- 終点：茨城県坂東市岩井（茨城県道20号結城坂東線交点）[1]
- 総延長：15.526 km[2]
- 重用延長：0.058 km[2]
- 未供用延長：なし[2]
- 実延長：15.468 km[2]
- 自動車交通不能区間延長[注釈 1]：なし[2]

## 歴史
1959年（昭和34年）10月14日、新たな県道として猿島郡三和村大字中里を起点とし、猿島郡猿島町を経由して猿島郡岩井町を終点とする区間を本路線する県道中里岩井線として茨城県が県道路線認定した。
2006年（平成18年）、平成の大合併により岩井市が消滅し坂東市と改称していたことから、県道中里坂東線と改称している。

### 年表
- 1934年（昭和9年）8月：前身にあたる岩井古河線が路線認定される。
- 1959年（昭和34年）10月14日：
  - 県道中里岩井線（図面対象番号84）として路線認定される[3]。
  - 道路の区域は、猿島郡三和村大字中里の県道宗道古河線（現在の県道つくば古河線にあたる）分岐から猿島郡猿島町経由、猿島郡岩井町大字岩井の県道結城岩井線（現、県道結城坂東線）交点までと決定された[1]。
- 1970年（昭和45年）11月30日：猿島郡猿島町大字生子地内の狭隘区間（最小幅員4.2 m、延長360 m）を道路改良、供用開始[4]。
- 1995年（平成7年）3月30日：整理番号144から現在の番号（整理番号125）に変更される[5]。
- 2000年（平成12年）4月1日：猿島郡三和町大字東山田 - 猿島町生子の区間が、通行する車両の最大重量限度25トンの道路に指定される[6]。
- 2002年（平成14年）4月1日：猿島町大字生子 - 岩井市大字借宿の区間が、通行する車両の最大重量限度25トンの道路に指定される[7]。
- 2004年（平成16年）3月22日：猿島郡三和町大字東山田 - 猿島郡猿島町大字逆井の区間が、通行する車両の高さの最高限度4.1 mの道路に指定される[8]。
- 2006年（平成18年）4月1日：現在の路線名である中里坂東線へ改称[9]。
- 2010年（平成22年）4月1日：坂東市逆井 - 坂東市菅谷の区間を、通行する車両の最大重量限度25トンの道路に指定[10]。
- 2013年（平成25年）3月14日：国道354号岩井バイパス建設に伴い、坂東市岩井地内の迂回ルート（674 m）を供用開始[11]。
- 2018年（平成30年）4月1日：坂東市岩井の区間を、通行する車両の最大重量限度25トンの道路に指定[12]。
- 2022年（令和4年）11月28日：坂東市岩井字駒跿前地内（338 m）および、坂東市岩井字屋敷後 - 同市岩井字雨沼（265 m）の旧道区間を指定から除外し、一部を坂東市へ移管[13]。

## 路線状況
全線2車線で比較的見通しの効く道路で、交通量は少なめで流れが良く、ほとんどの区間は追い越し可能である。

## 地理
道路は、常総台地にあり高低差も無く安定している。沿線に住宅も多いが、ほとんどは農耕地である。

### 通過する自治体
- 茨城県
  - 古河市 - 猿島郡境町 - 坂東市

### 交差する主な道路
- 茨城県道126号尾崎境線（古河市東山田・清水交差点）
- 茨城県道137号若境線（坂東市逆井・前山十字路交差点）
- 茨城県道24号土浦境線（坂東市生子・生子南交差点）
- 国道354号岩井バイパス（坂東市岩井）
- 茨城県道20号結城坂東線（坂東市岩井・終点まで重複）